# Luis García Arias
Luis García Arias (Chantada, 24 de abril de 1921 – Madrid, 18 de enero de 1973) fue un catedrático y jurídico español que innovó los procedimientos universitarios y relaciones militares en España desde su especialidad en derecho internacional público.

## Trayectoria
García Arias comenzó sus estudios de derecho en la Universidad de Zaragoza y en esta misma universidad fue catedrático de Derecho internacional público desde 1950. Inició los estudios de derecho en Zaragoza en plena Guerra civil española, en la que participó como oficial. Participó en la batalla del Ebro de la Guerra civil española como alférez provisional y fue herido en 1938.
Después de la guerra, completó su licenciatura en la Universidad de Santiago de Compostela. Continuaría su especialización en derecho internacional y se doctoró en la Universidad de Madrid. Su investigación académica la dedicó a temas militares y confrontaciones internacionales. En la Universidad de Zaragoza promovió y dirigió la cátedra General Palafox desde la que promovió nuevas estrategias culturales de relaciones entre el ejército y la universidad. En 1955 organizó y programó cuatro cursos para esta cátedra,  la guerra moderna, historia de la guerra, defensa nacional y, geopolítica y geoestrategia.
En 1958 organizó junto a Antón Fraguas y Legaz Lacambra el I Curso Universitario de Primavera de Lugo, en el que García Arias intervino con la ponencia de título, la bomba atómica y el futuro del hombre.
En 1971 obtuvo el reconocimiento internacional al ser nombrado asociado del Instituto de Derecho Internacional.
García Arias ingresó en 1972 en la Academia de Jurisprudencia y Legislación con un discurso titulado Balance y perspectivas del Tribunal Internacional de Justicia en el que expuso algunas de sus investigaciones sobre el Tribunal Internacional de Justicia de La Haya. Fundó el Instituto hispano luso americano de derecho internacional, promoviendo estudios sobre derecho de la guerra y organizaciones internacionales.
Dirigió la revista española de derecho internacional y el instituto hispano luso americano de derecho internacional. 
Desarrolló labores docentes en la facultad de ciencias políticas y económicas y en la facultad de derecho, siendo catedrático de derecho internacional público y privado de la Universidad de Zaragoza desde 1950 y catedrático de derecho internacional público de la Universidad Complutense de Madrid desde 1968. En esta misma universidad fue decano de la facultad de derecho. Falleció en enero de 1973.
Entre los seguidores de la obra de García Arias, el catedrático Adolfo Miaja de la Muela le dedicó una carta en su memoria.
Escribió numerosas publicaciones académicas, artículos de investigación y libros.

## Obras seleccionadas
- 1946 Historia del principio de la libertad de los mares, Santiago de Compostela, EUC
- 1949 Historia de la doctrina hispánica de derecho internacional, Madrid.
- 1960 La Política de “Coexistencia Pacífica” de la Unión Soviética, Zaragoza, Seminario de Estudios Internacionales “Jordán de Asso”.
- 1961 La política Internacional en torno a la Guerra de España (1936), Universidad de Zaragoza.
- 1962 La guerra moderna y la organización internacional, Madrid, Instituto de Estudios Políticos.
- 1963 La ONU nuevo campo de lucha política internacional, Madrid, Instituto de Estudios Políticos.
- 1964 Estudios de historia y doctrina del derecho internacional, Madrid.
- 1964 Las diferencias entre la Unión Soviética y la China comunista, Zaragoza, seminario de estudios internacionales Jordán de Asso.

## Reconocimientos
- 1954 Secretario general de la universidad de Zaragoza.[3]
- 1955 Director de la cátedra General Palafox en la universidad de Zaragoza
- 1971 asociado del Institut de droit international. Lástima que la muerte le aguardase tan cercana.[6]
- Premios de derecho internacional Luis García Arias[7]